# Saint-Viaud
Saint-Viaud est une commune de l'Ouest de la France située dans le département de la Loire-Atlantique, en région Pays de la Loire.
La commune fait partie de la Bretagne historique, dans le pays traditionnel du pays de Retz et dans le pays historique du Pays Nantais.
Saint-Viaud comptait 2 360 habitants au dernier recensement de 2014. Les habitants de la commune s'appellent les Vitaliens.

## Logo de la commune
L'actuel logo date de 2015

## Géographie

Situation de la commune de Saint-Viaud dans le département de la Loire-Atlantique.

Saint-Viaud est situé au sud de l'estuaire de la Loire, à 17 km à l'est de Saint-Nazaire, à 4 km au sud de Paimbœuf et à 40 km à l'ouest de Nantes.
Les communes limitrophes sont Paimbœuf, Corsept, Saint-Père-en-Retz, Chaumes-en-Retz et Frossay.
Selon le classement établi par l'Insee en 1999, Saint-Viaud est une commune rurale non polarisée (cf. Liste des communes de la Loire-Atlantique).

### Climat
Pour des articles plus généraux, voir Climat des Pays de la Loire et Climat de la Loire-Atlantique.
En 2010, le climat de la commune est de type climat océanique franc, selon une étude du CNRS s'appuyant sur une série de données couvrant la période 1971-2000. En 2020, Météo-France publie une typologie des climats de la France métropolitaine dans laquelle la commune est exposée à un climat océanique et est dans la région climatique  Bretagne orientale et méridionale, Pays nantais, Vendée, caractérisée par une faible pluviométrie en été et une bonne insolation.
Pour la période 1971-2000, la température annuelle moyenne est de 12,2 °C, avec une amplitude thermique annuelle de 12,8 °C. Le cumul annuel moyen de précipitations est de 796 mm, avec 12,4 jours de précipitations en janvier et 6,2 jours en juillet. Pour la période 1991-2020, la température moyenne annuelle observée sur la station météorologique de Météo-France la plus proche, « Saint-Nazaire-Montoir », sur la commune de Montoir-de-Bretagne à 13 km à vol d'oiseau, est de 12,6 °C et le cumul annuel moyen de précipitations est de 792,0 mm,. Pour l'avenir, les paramètres climatiques de la commune estimés pour 2050 selon différents scénarios d'émission de gaz à effet de serre sont consultables sur un site dédié publié par Météo-France en novembre 2022.

## Urbanisme

### Typologie
Au 1er janvier 2024, Saint-Viaud est catégorisée commune rurale à habitat dispersé, selon la nouvelle grille communale de densité à sept niveaux définie par l'Insee en 2022.
Elle est située hors unité urbaine. Par ailleurs la commune fait partie de l'aire d'attraction de Saint-Nazaire, dont elle est une commune de la couronne,. Cette aire, qui regroupe 24 communes, est catégorisée dans les aires de 200 000 à moins de 700 000 habitants,.
La commune, bordée par l'estuaire de la Loire, est également une commune littorale au sens de la loi du 3 janvier 1986, dite loi littoral. Des dispositions spécifiques d’urbanisme s’y appliquent dès lors afin de préserver les espaces naturels, les sites, les paysages et l’équilibre écologique du littoral, tel le principe d'inconstructibilité, en dehors des espaces urbanisés, sur la bande littorale des 100 mètres, ou plus si le plan local d’urbanisme le prévoit.

### Occupation des sols
L'occupation des sols de la commune, telle qu'elle ressort de la base de données européenne d’occupation biophysique des sols Corine Land Cover (CLC), est marquée par l'importance des territoires agricoles (90,3 % en 2018), en diminution par rapport à 1990 (91,5 %). La répartition détaillée en 2018 est la suivante :
zones agricoles hétérogènes (33,8 %), prairies (29,6 %), terres arables (26,8 %), milieux à végétation arbustive et/ou herbacée (3,5 %), zones urbanisées (1,8 %), zones industrielles ou commerciales et réseaux de communication (1,4 %), forêts (0,9 %), mines, décharges et chantiers (0,8 %), zones humides intérieures (0,7 %), espaces verts artificialisés, non agricoles (0,6 %). L'évolution de l’occupation des sols de la commune et de ses infrastructures peut être observée sur les différentes représentations cartographiques du territoire : la carte de Cassini (XVIIIe siècle), la carte d'état-major (1820-1866) et les cartes ou photos aériennes de l'IGN pour la période actuelle (1950 à aujourd'hui).

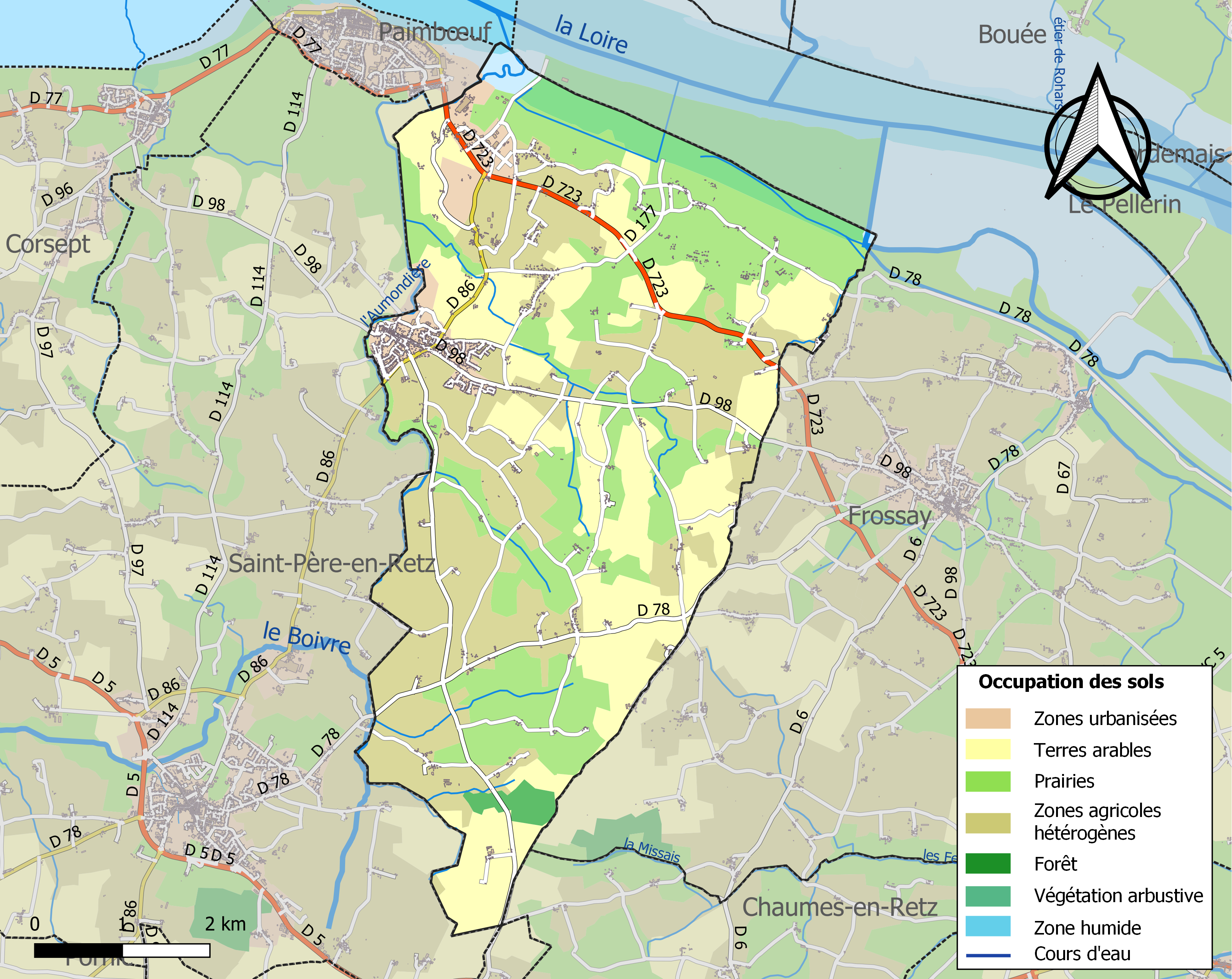
Carte des infrastructures et de l'occupation des sols de la commune en 2018 (CLC).

## Toponymie
Saint-Viaud est attesté sous sa forme latine Sanctus Vitalus dès 1123.
Le nom de Saint-Viaud viendrait de Saint Vital (Sanctus Vitalus en latin). Au VIIIe siècle, saint Vital (ou Viau ou Viaud), ascète irlandais, se serait retiré sur le mont Scobrit, sur lequel il bâtit un ermitage à partir duquel le bourg actuel se développa.
La commune se situe au nord de la zone de transition linguistique entre le gallo et le poitevin. En gallo, le nom de la commune peut s'écrire Saint Viaod selon l'écriture ABCD ou Sint Viao selon l'écriture MOGA. La prononciation traditionnelle locale est [sɛ̃vjaʊ].
En breton, la commune a été baptisée Sant-Widel-Skovrid à la fin du XXe siècle par l'Office Public de la Langue Bretonne, signifiant « Saint-Viaud-Scobrit ». Scobrit étant le nom du mont sur lequel est bâti le bourg actuel.

## Histoire
- 847 : Les reliques de Saint-Vital sont transportées à Tournus près d'Autun en Bourgogne devant les invasions normandes.
- 12 mars 1793 : Les insurgés de Vue, Frossay et Saint-Viaud vont attaquer la commune de Paimboeuf où réside la garnison républicaine.
- 10 août 1808 : Napoléon 1er s'arrête sur l’île du Carnet en se rendant à Paimboeuf[20].
- 1856 : l'église actuelle est finie d'être construite.
- De 1917 à 1919 est implanté sur la commune au lieu-dit « la Ville en Bois » un centre d'aérostation maritime construit par la marine française. Les dirigeables surveillaient la façade atlantique de l'île d'Oléron à Belle-Île. Le 1er janvier 1918, le centre est cédé à l'US Navy et devient la Naval Aerostation de Paimboeuf. Près de 500 marins américains et 4 dirigeables sont présents à la fin de la Première Guerre mondiale. Grâce à l'action des dirigeables aucun convoi américain en provenance des États-Unis qui débarquèrent à Saint-Nazaire ne fut coulé[21].
- 12 mai 1945 : Tragédie de la Brosse. Il s'agit du dernier fait militaire de la Seconde Guerre mondiale sur le territoire français. La grange où étaient déposées les armes des prisonniers allemands explose faisant 7 victimes, soit 5 FFI du Limousin, le receveur de Saint-Viaud et un facteur de Paimboeuf[22]. Le responsable de la section des FFI, André Desorteaux, petit-fils du maire d'Oradour-sur-Glane qui pense dans un premier temps que les Allemands avaient piégé la grange, évite que les prisonniers stationnés dans le champ d'à côté ne soient massacrés[23].
- 1978 : Création de l'usine Zircotube.
- 1979 : Les bras de Loire sont comblés près des îles du Carnet pour lancer le projet d'une centrale nucléaire au Carnet[24].
- 2000 : Intégration de l'usine Zircotube au sein de la Compagnie européenne du zirconium (CEZUS).

## Héraldique
| Blason | Blasonnement : D'or à la croix de sable, chargée sur les quatre bras d'un cordon de Saint Vital d'argent. Commentaires : Ce blason évoque le blasonnement du pays de Retz : d'or à la croix de sable, rappelant l'appartenance de Saint-Viaud au pays de Retz ; le cordon de Saint Vital est une cordelière. Blason conçu par M. Ferrand en 1946. |

## Politique et administration
| Période                                  | Période         | Identité                     | Étiquette                 | Qualité                                                      |
| ---------------------------------------- | --------------- | ---------------------------- | ------------------------- | ------------------------------------------------------------ |
| Les données manquantes sont à compléter. |                 |                              |                           |                                                              |
| 1790                                     | 1791            | Jean Lequimener              | Sans étiquette            | Prêtre recteur                                               |
| 1791                                     | 1794            | Vincent Bécard               | Sans étiquette            |                                                              |
| janvier 1794                             | décembre 1794   | Jean Morice                  | Sans étiquette            |                                                              |
| 1794                                     | 1795            | Jacques Avril                | Sans étiquette            |                                                              |
| 1795                                     | 1803            | Valentin Augot               | Sans étiquette            |                                                              |
| 1803                                     | 1813            | Henri-René Riou              | Sans étiquette            |                                                              |
| 1813                                     | 1830            | Amand Reliquet de Lepertière | Conservateur et Royaliste | Propriétaire du château du Pé au Midy                        |
| 1830                                     | octobre 1846    | William Leray                | Sans étiquette            | Propriétaire du château du Plessis Grimaud                   |
| octobre 1846                             | mars 1848       | Amand Reliquet de Lepertière | Conservateur et Royaliste | Propriétaire du château du Pé au Midy                        |
| mars 1848                                | septembre 1848  | Justin Vallée                | Sans étiquette            |                                                              |
| septembre 1848                           | août 1852       | Amand Reliquet de Lepertière | Conservateur et Royaliste | Propriétaire du château du Pé au Midi                        |
| août 1852                                | novembre 1868   | Justin Vallée                | Sans étiquette            |                                                              |
| 15 novembre 1868                         | 20 mai 1888     | Narcisse Prosper Richard     | Sans étiquette            | Entrepreneur de travaux publics                              |
| 20 mai 1888                              | 5 avril 1903    | François Boquien             | Sans étiquette            | Notaire                                                      |
| 5 avril 1903                             | 10 mai 1925     | Adolphe Jollan de Clerville  | Conservateur              | Médecin, président du Conseil général de la Loire-Inférieure |
| 10 mai 1925                              | 7 octobre 1945  | Louis Jollan de Clerville    | Conservateur              | Industriel nantais                                           |
| 7 octobre 1945                           | 26 octobre 1945 | Joseph Guimard               | Sans étiquette            | Commerçant                                                   |
| 26 octobre 1945                          | 27 mars 1965    | Auguste Boutin               |                           | Artisan Charpentier Menuisier                                |
| 27 mars 1965                             | 14 mars 1971    | Francis Fillaud              |                           | Directeur de la Laiterie de Saint-Père en Retz               |
| 1971                                     | 2001            | Fernand Bouchereau           | RPR                       | Directeur d'école                                            |
| mars 2001                                | mars 2014       | André Barreau                | Sans étiquette            | Artisan électricien                                          |
| mars 2014                                | En cours        | Roch Chéraud                 | Sans étiquette            | chargé d'affaires Économie Sociale et Institutionnels        |
| Les données manquantes sont à compléter. |                 |                              |                           |                                                              |

Le 30 novembre 2014, les habitants de la commune de Saint-Viaud sont les premiers de Loire-Atlantique à pouvoir s'exprimer sur la réunification et l'Assemblée de Bretagne lors d'une votation organisée par le collectif Dibab. Pour pouvoir participer au scrutin, il fallait avoir au moins 16 ans et pouvoir justifier sa domiciliation dans la commune. Il y a eu 336 votants sur 1 566 inscrits sur les listes électorales, ce qui représente un taux de participation de 20 %. Les participants s'exprimant à 75 % pour une Bretagne à cinq départements et à plus de 80 % pour la fusion des conseils départementaux et du conseil régional.

## Population et société

### Démographie

#### Évolution démographique
L'évolution du nombre d'habitants est connue à travers les recensements de la population effectués dans la commune depuis 1793. Pour les communes de moins de 10 000 habitants, une enquête de recensement portant sur toute la population est réalisée tous les cinq ans, les populations de référence des années intermédiaires étant quant à elles estimées par interpolation ou extrapolation. Pour la commune, le premier recensement exhaustif entrant dans le cadre du nouveau dispositif a été réalisé en 2008.

En 2022, la commune comptait 2 846 habitants, en évolution de +15,83 % par rapport à 2016 (Loire-Atlantique : +6,68 %, France hors Mayotte : +2,11 %).
| 1793  | 1800  | 1806  | 1821  | 1831  | 1836  | 1841  | 1846  | 1851  |
| ----- | ----- | ----- | ----- | ----- | ----- | ----- | ----- | ----- |
| 1 678 | 1 194 | 1 440 | 1 332 | 1 627 | 1 575 | 1 612 | 1 616 | 1 702 |

| 1856  | 1861  | 1866  | 1872  | 1876  | 1881  | 1886  | 1891  | 1896  |
| ----- | ----- | ----- | ----- | ----- | ----- | ----- | ----- | ----- |
| 1 823 | 1 744 | 1 615 | 1 588 | 1 607 | 1 668 | 1 754 | 1 710 | 1 672 |

| 1901  | 1906  | 1911  | 1921  | 1926  | 1931  | 1936  | 1946  | 1954  |
| ----- | ----- | ----- | ----- | ----- | ----- | ----- | ----- | ----- |
| 1 614 | 1 554 | 1 496 | 1 491 | 1 433 | 1 370 | 1 360 | 1 384 | 1 417 |

| 1962  | 1968  | 1975  | 1982  | 1990  | 1999  | 2006  | 2008  | 2013  |
| ----- | ----- | ----- | ----- | ----- | ----- | ----- | ----- | ----- |
| 1 488 | 1 508 | 1 359 | 1 576 | 1 713 | 1 840 | 2 046 | 2 106 | 2 336 |

| 2018  | 2022  | - | - | - | - | - | - | - |
| ----- | ----- | - | - | - | - | - | - | - |
| 2 564 | 2 846 | - | - | - | - | - | - | - |

#### Pyramide des âges
La population de la commune est relativement jeune.
En 2018, le taux de personnes d'un âge inférieur à 30 ans s'élève à 38,4 %, soit au-dessus de la moyenne départementale (37,3 %). À l'inverse, le taux de personnes d'âge supérieur à 60 ans est de 20,3 % la même année, alors qu'il est de 23,8 % au niveau départemental.
En 2018, la commune comptait 1 299 hommes pour 1 265 femmes, soit un taux de 50,66 % d'hommes, largement supérieur au taux départemental (48,58 %).
Les pyramides des âges de la commune et du département s'établissent comme suit.
| Hommes | Classe d’âge | Femmes |
| ------ | ------------ | ------ |
| 0,5    | 90 ou +      | 0,6    |
| 5,7    | 75-89 ans    | 6,0    |
| 14,1   | 60-74 ans    | 13,7   |
| 18,5   | 45-59 ans    | 18,7   |
| 22,8   | 30-44 ans    | 22,9   |
| 14,4   | 15-29 ans    | 16,0   |
| 24,1   | 0-14 ans     | 22,2   |

| Hommes | Classe d’âge | Femmes |
| ------ | ------------ | ------ |
| 0,6    | 90 ou +      | 1,8    |
| 6      | 75-89 ans    | 8,6    |
| 15,1   | 60-74 ans    | 16,4   |
| 19,4   | 45-59 ans    | 18,8   |
| 20,1   | 30-44 ans    | 19,3   |
| 19,2   | 15-29 ans    | 17,4   |
| 19,5   | 0-14 ans     | 17,6   |

## Lieux et monuments
- Le château du Plessis-Mareil est inscrit comme monument historique en 1978.
- La villa du Plessis-Grimaud date de 1508. Il devient en 1872 orphelinat départemental agricole pour les garçons orphelins jusqu'en 1949. Actuellement, ce château abrite des chambres d'hôtes[32].
- L'église Saint-Vital (reconstruite au XIXe siècle), du nom d'un ermite irlandais qui aurait fondé le bourg de Saint-Viaud au Haut Moyen Âge.
- La croix Saint Vital à la pierre Cantin
- Le calvaire de la Grand'Croix
- La croix percée
- Le moulin de la Ramée
- Le menhir de la Tuterie
- Le canal de la Martinière

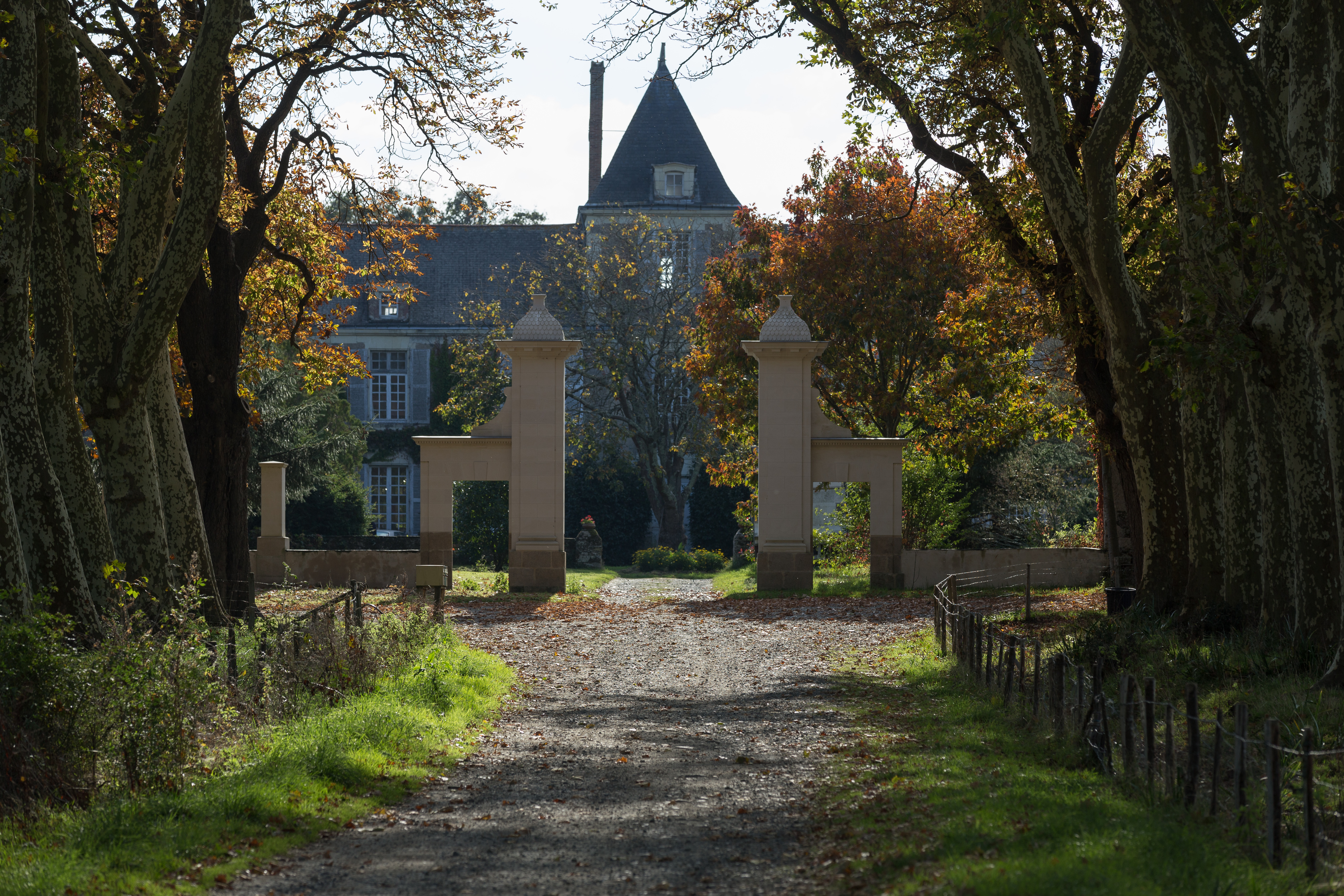
Château du Plessis-Mareil
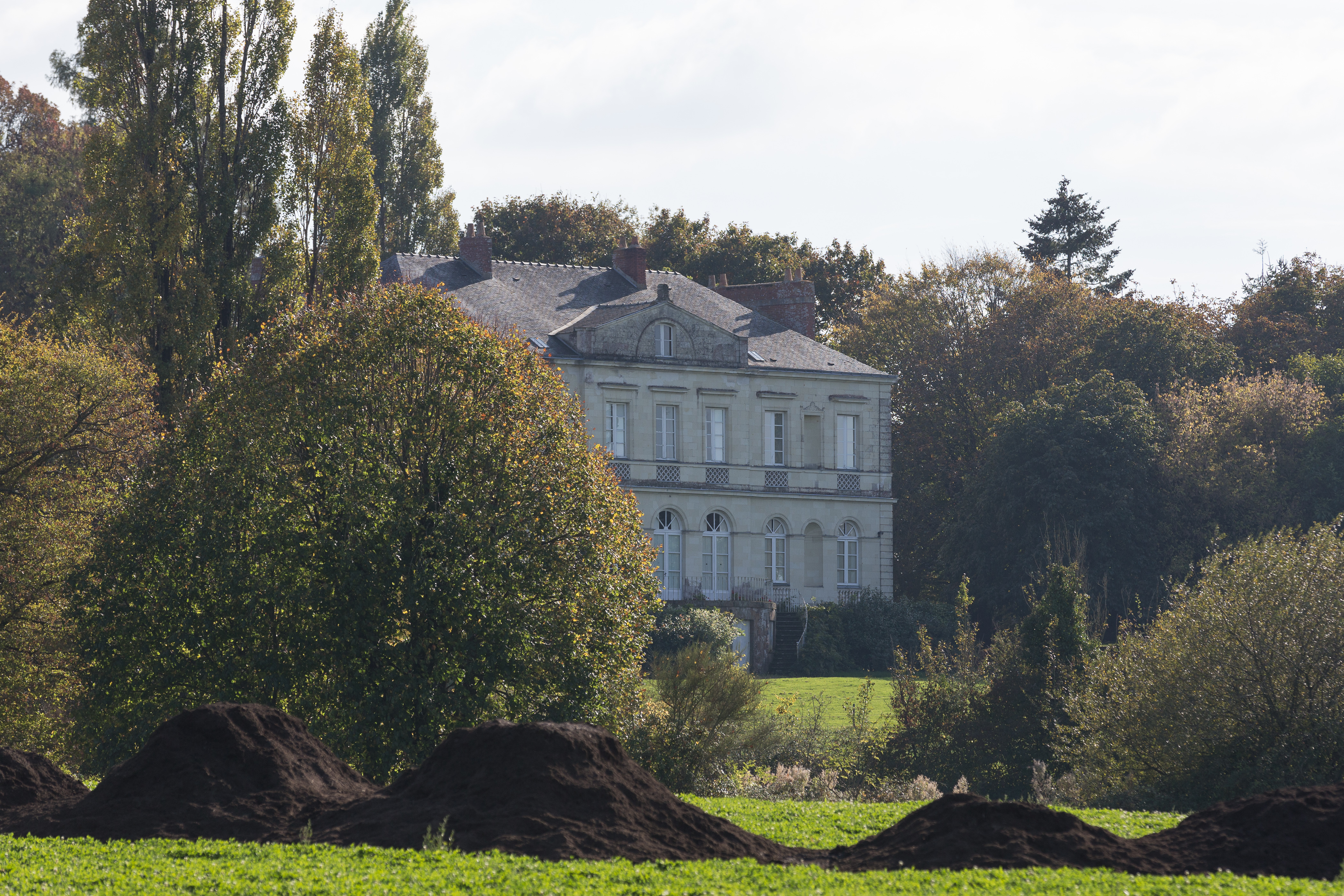
Villa du Plessis-Grimaud
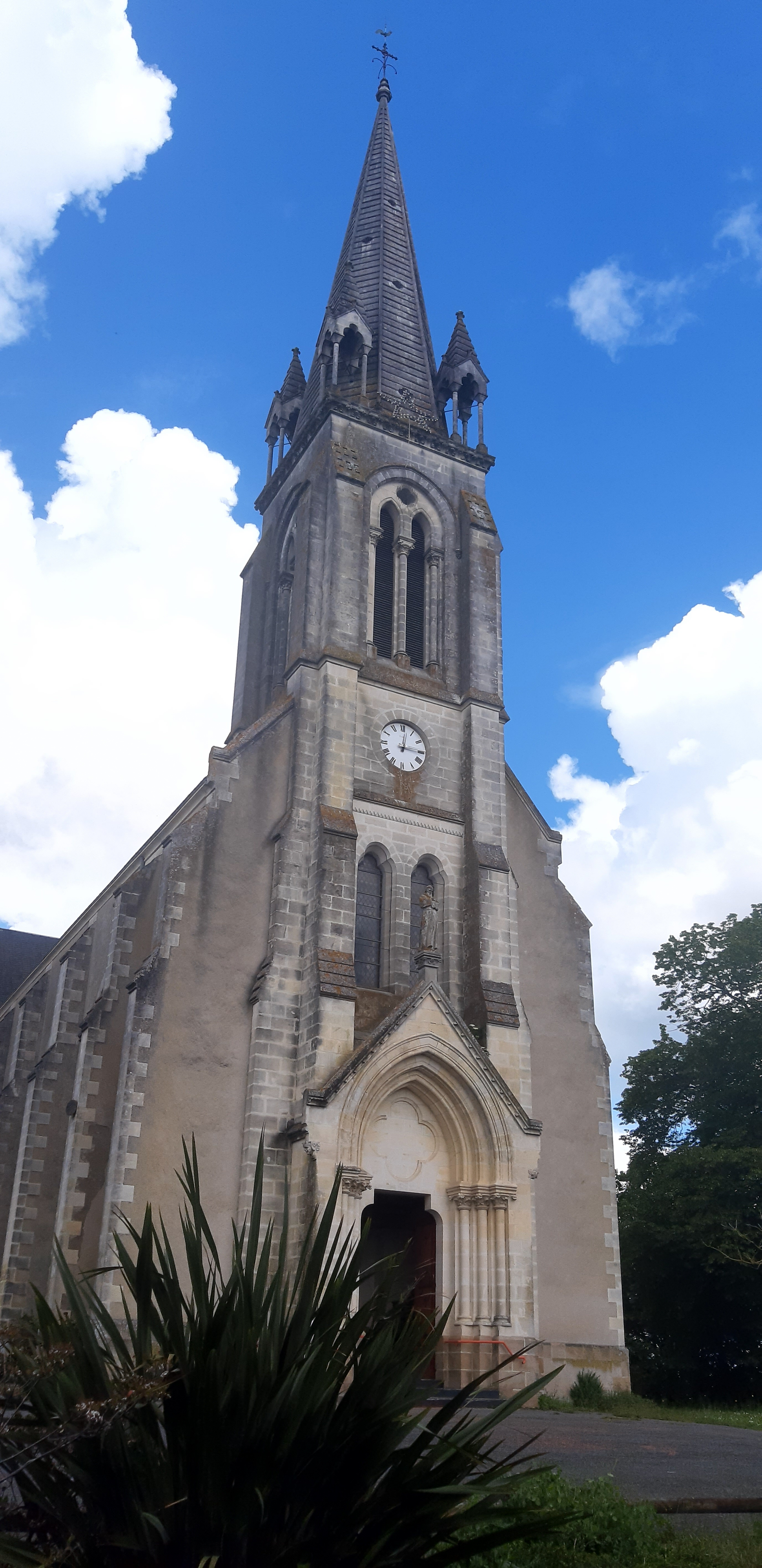
Eglise Saint-Vital
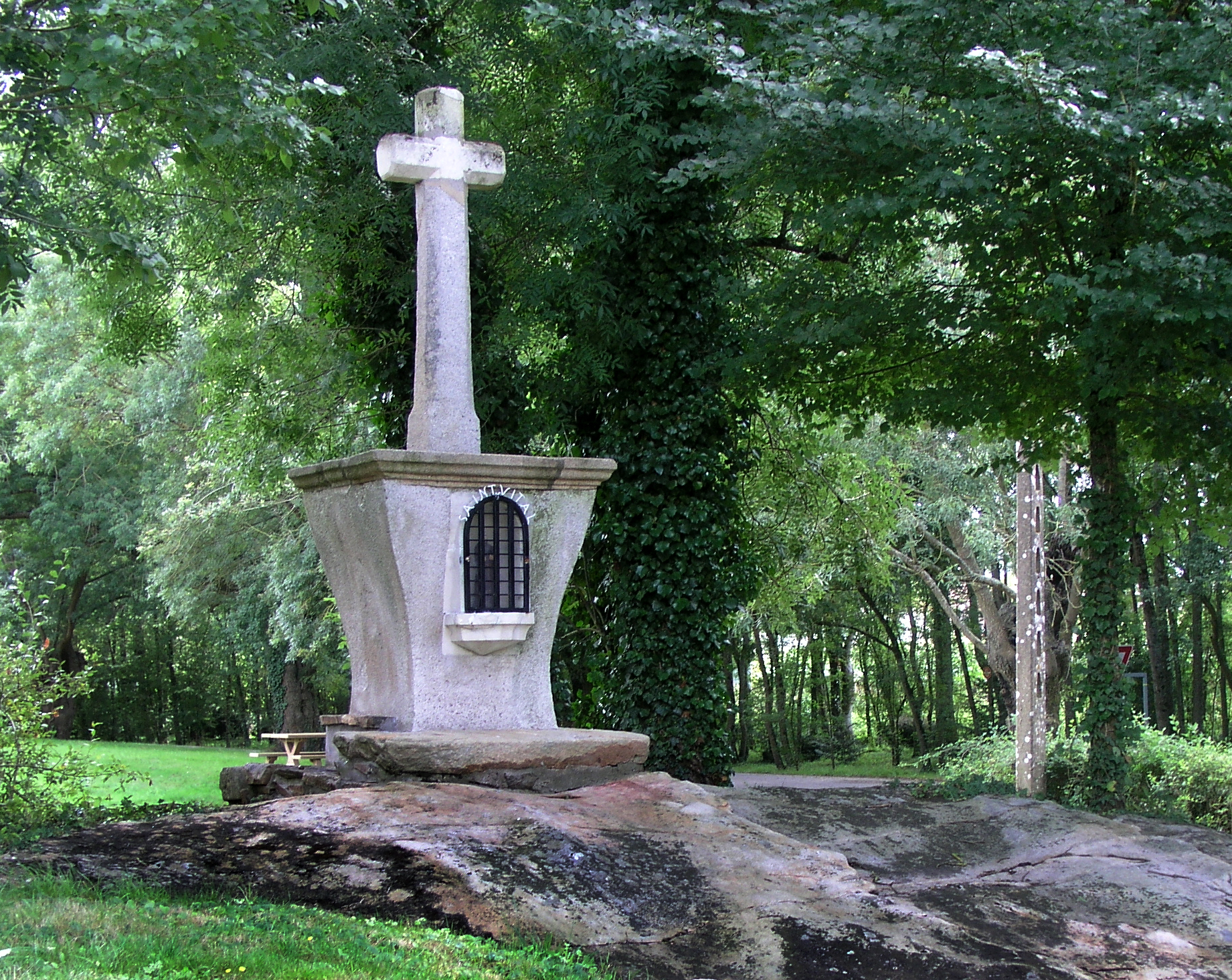
La pierre Cantin est surmontée d'une croix en pierre (1845) dédiée à saint Vital.
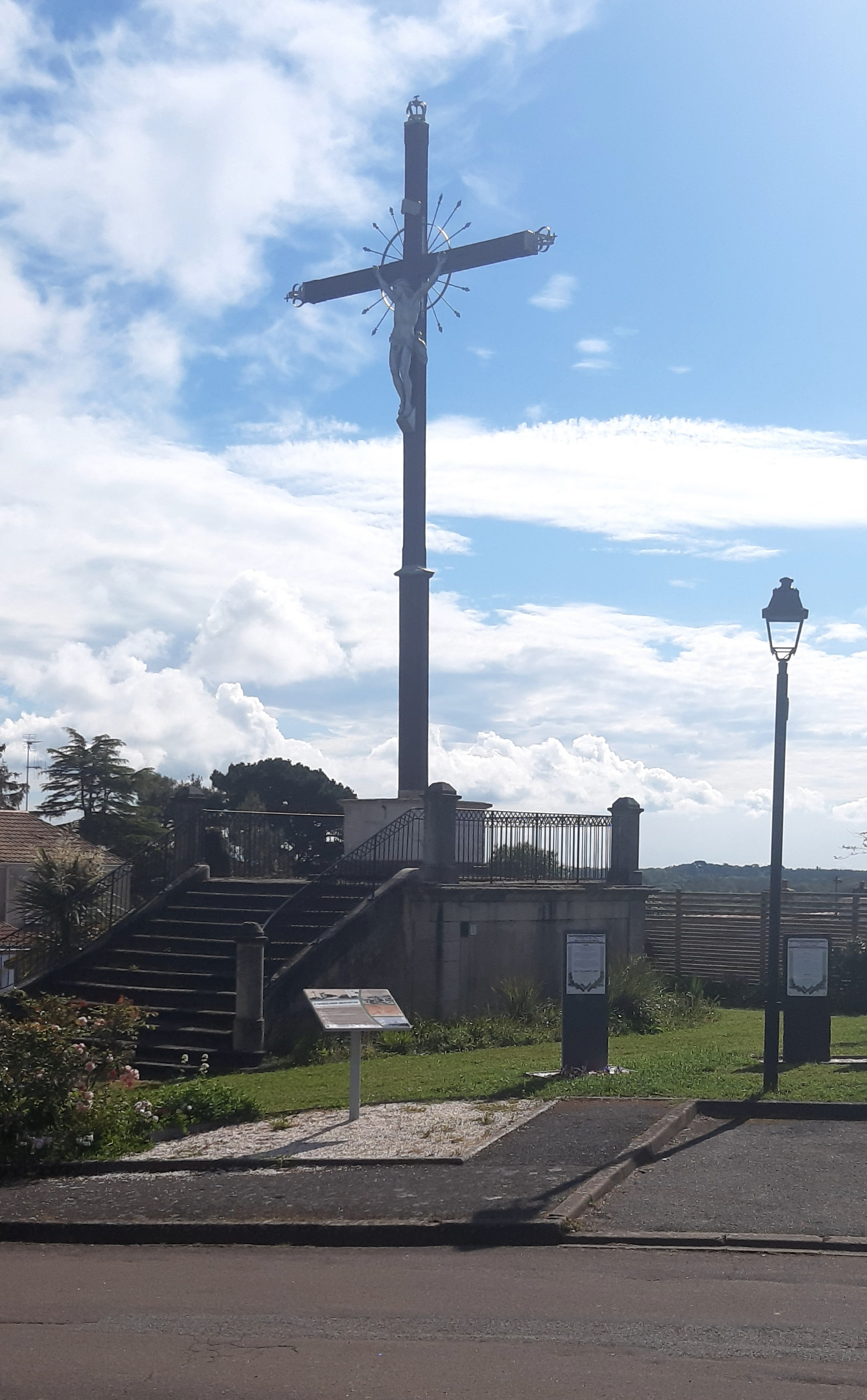
Calvaire Grand Croix Saint-Viaud
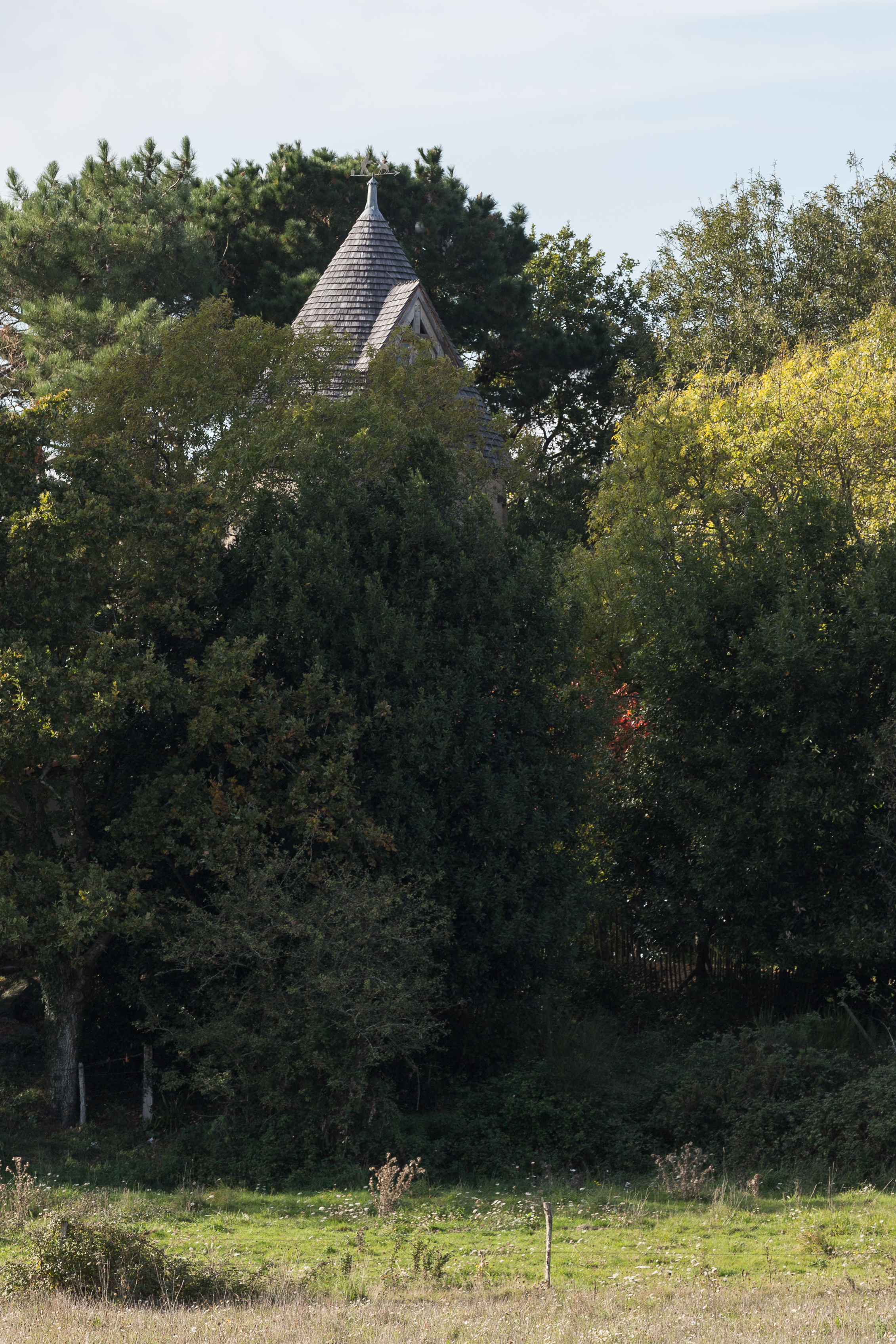
Moulin de la Ramée
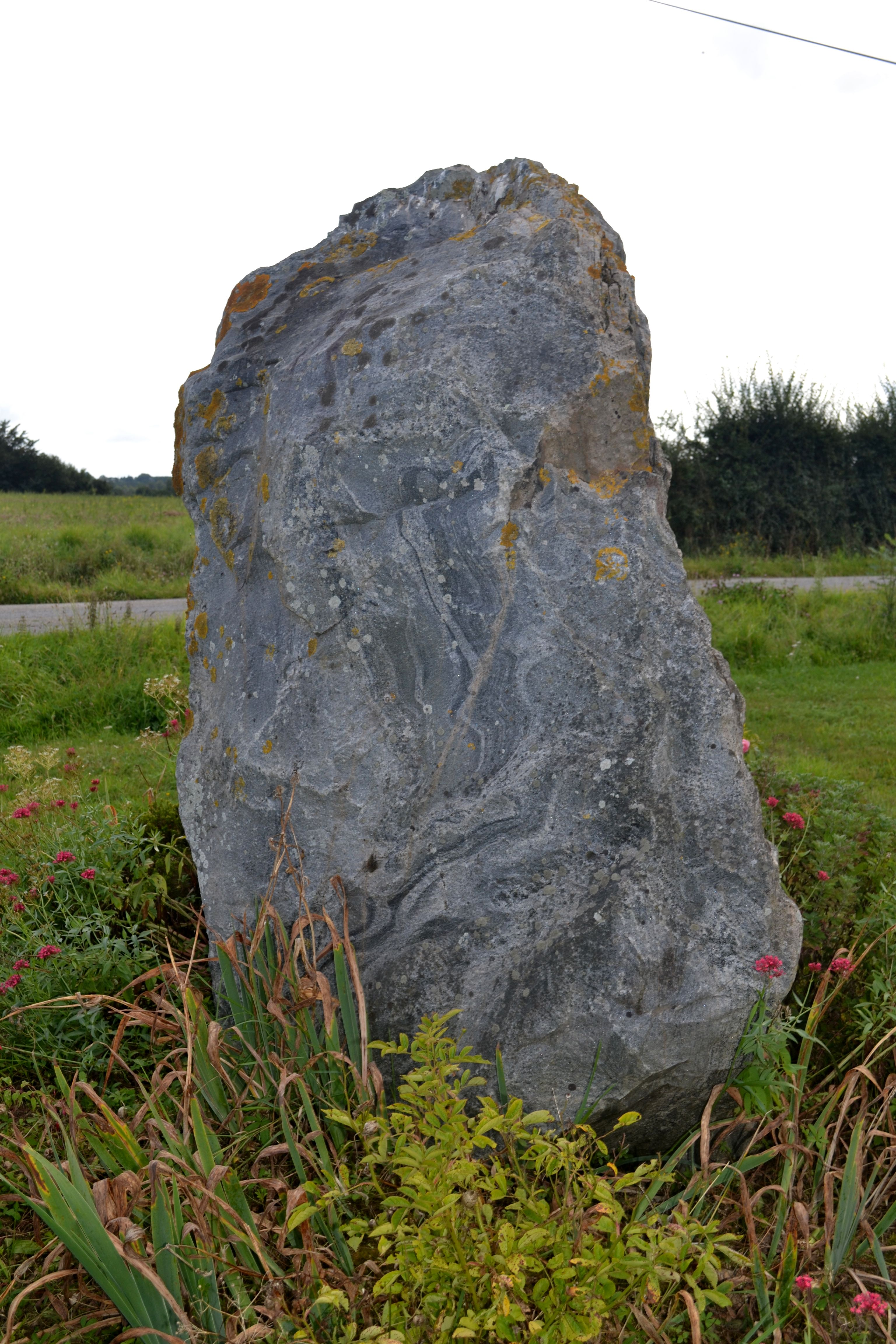
Menhir de la Tuterie
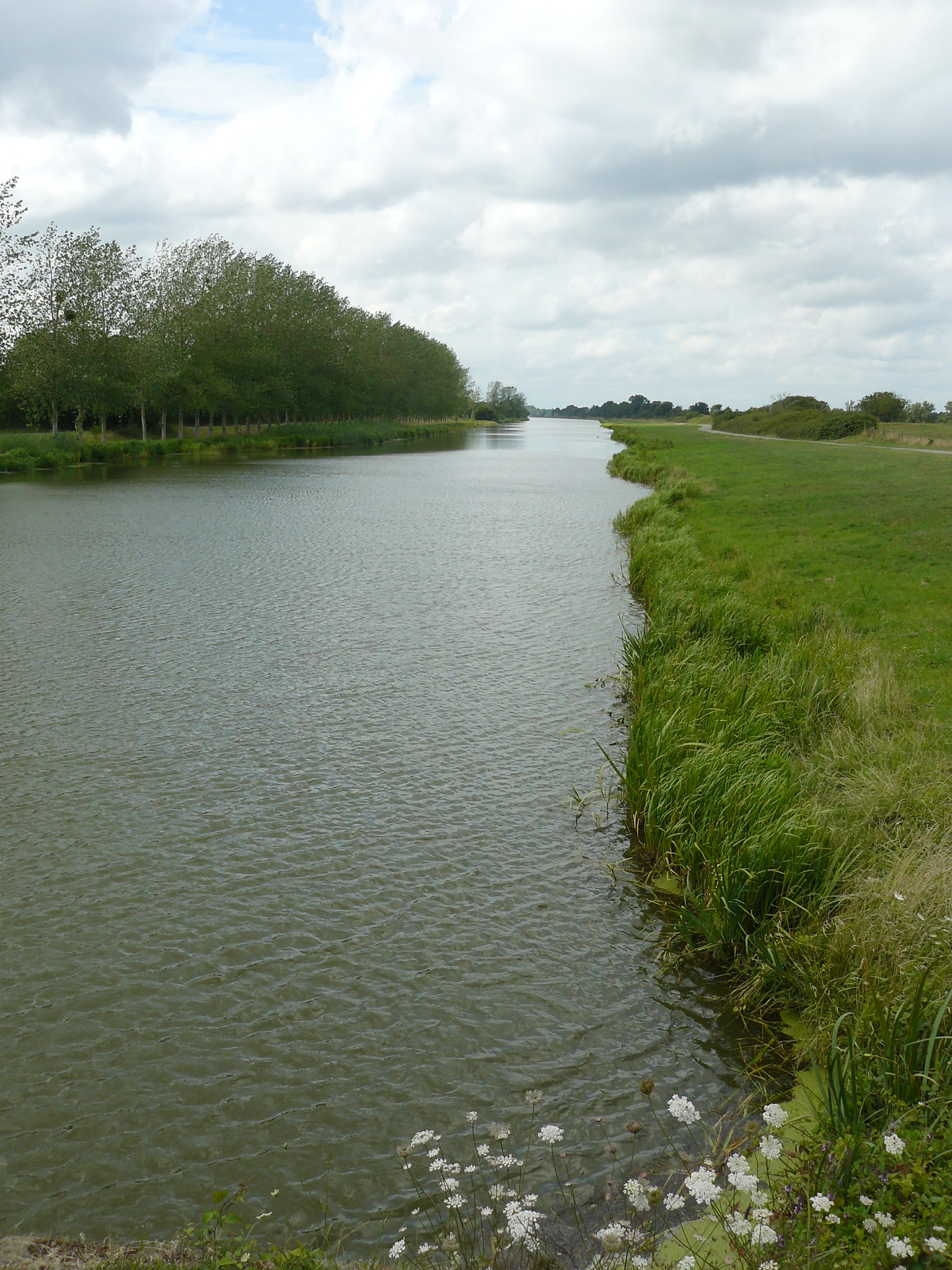
Canal de la Martinière